# Zahnradpumpe
Die Zahnradpumpe ist eine Maschine zur Förderung von Flüssigkeiten sowie zum kraftübertragenden Antrieb von Hydraulikmotoren. Sie ist eine Unterart der Verdrängerpumpe.

## Aufbau
Die Zahnradpumpe besteht im Prinzip aus drei Bauteilen:
- Gehäuse mit Zu- und Ablauf
- Zwei Zahnräder (eins davon angetrieben)

Je nach Anordnung und Art der Zahnräder unterscheidet man zwischen Außenzahnradpumpen, Innenzahnradpumpen, Zahnringpumpen und Schraubenpumpen.

Animation einer Außenzahnradpumpe
Animation einer Innenzahnradpumpe (Sichelpumpe)
Zahnringpumpe, auch Gerotorpumpe oder Eatonpumpe genannt

Bei der Außenzahnradpumpe mit Evolventenverzahnung wird das zu fördernde Medium in den Räumen zwischen Zähnen und Gehäuse transportiert. Die Pumpe ist durch den einfachen Aufbau robust und preiswert.
Bei der Innenzahnrad- und Zahnringpumpe läuft das treibende Zahnrad exzentrisch in der Innenverzahnung eines Zahnringes. Bei der Zahnringpumpe wird das Medium durch den sich im Volumen verändernden Verdrängungsraum zwischen den Zahnlücken gefördert. Bei der Sichelpumpe wird das zu fördernde Medium in zwei Räumen zwischen den Zahnlücken der beiden in der Regel evolventenverzahnten Zahnräder gefördert, wobei die Zähne durch die Sichel abgedichtet werden. Beide Bauformen unterscheiden sich auch in den Größenverhältnissen von Zahnrad und Zahnring. Der Außenring einer Zahnringpumpe hat genau einen Zahn mehr als das Innenrad, meistens mit Trochoidenverzahnung, bei der Innenzahnrad- oder Sichelpumpe muss der Unterschied so groß sein, dass die Sichel zwischen den Zahnrädern Platz hat.
Eine andere Bezeichnung für die Zahnringpumpe ist Eaton-Pumpe nach ihrem Entwickler oder Rotorpumpe. Bei einer Rotorpumpe werden die Zahnräder als Rotoren bezeichnet. Meist haben Rotoren nur sehr wenige Zähne.
Die Schraubenpumpe hat langgestreckte schrägverzahnte Läufer in einem 8-förmigen Gehäuse. Sie fördert in axialer Richtung, die Ein- und Auslassöffnungen sitzen an den seitlichen Deckeln, an denen die Läufer auch gelagert sind.

## Eigenschaften
Eine Zahnradpumpe fördert gleichmäßig (abgesehen von der hydrostatisch bedingten Pulsation) das zu pumpende Medium und kann mittlere Drücke bis ca. 200–300 bar ertragen. Der Druck stellt sich wie in jedem hydraulischen System durch das Fördern des Mediums gegen eine Last ein. Wächst die Last, steigt auch der Druck. Hydraulische Zahnradpumpen sind eine der am häufigsten verwendeten hydraulischen Strukturen in Geräten, die mit hydraulischen Systemen arbeiten.

## Schraubenpumpe

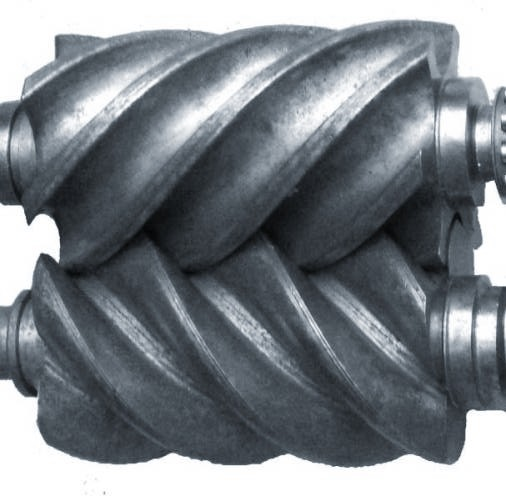
Lysholm-Schraubenverdichter

Die Schraubenspindelpumpe (auch Schraubenpumpe, Wendelkolbenpumpe oder Schraubenverdichter genannt) ist eine Verdrängerpumpe, bei der die Form der rotierenden Verdränger der einer Spindelschraube ähnelt. Sie ist die schrägverzahnte Variante der Zahnradpumpe und gehört zu den Schraubenverdichtern.
Die Schraubenspindelpumpe besteht aus zwei oder mehr gegenläufigen Rotoren und einem Gehäuse, das die Rotoren umschließt. Die Rotoren sind mit einer regelmäßigen, gewindeförmigen Profilierung ausgebildet und greifen zahnradartig ineinander. Die Hohlräume, die durch diese drei Konstruktionselemente gebildet werden, bilden die Förderräume für das Fördermedium. Bei der Rotordrehung wandern sie in eine Maschinenrichtung aus und fördern das Medium von der Saugseite (Einlass) zur Druckseite (Auslass).
Durch die schraubenförmige Bauform ist die Geräuschentwicklung im Vergleich zu geradeverzahnten Zahnradpumpen geringer.
Für inkompressible Medien wird mit einer gleichmäßigen Gewindesteigung die Ausprägung des Hohlraumes (Volumen) während der Rotordrehung nicht verändert.
Für kompressible Medien kann eine Volumenveränderung (Verdichtung) durch kontinuierliche Veränderung der Gewindesteigung des Rotorprofils über die Rotorachse oder durch stufenweise Veränderung der Gewindesteigungen in Abschnitten auf den Rotoren erreicht werden, oder durch geeignete Anordnung der Ansaug- und Auslassöffnungen.
Diese Pumpenart eignet sich insbesondere für inkompressible, auch zähe Medien zur Erzeugung von hohen Drücken. Anwendungen sind beispielsweise: Druckerhöhung von Wasser zur Gegendruckosmose oder als Pumpe für die Ölversorgung in hydrostatischen Lagern.
Vorrangig eingesetzt wird diese Pumpenart seit Mitte der 1990er Jahre auch für Kraftstoffpumpen im Pkw- und Nfz-Bereich. Hier ersetzte eine einzige Schraubenspindelpumpe beispielsweise die bei leistungsstarken Fahrzeugen vorher verwendeten Doppelpumpenpakete, welche aus zwei einzelnen Pumpen anderer Bauart bestanden.
In der Vergangenheit wurden von einigen Herstellern Archimedische Schrauben ebenfalls als Schraubenpumpen bezeichnet. Allerdings hat sich diese Bezeichnung aus historischen Gründen im deutschen Sprachraum nicht durchgesetzt. Im Englischen hingegen ist die wörtliche Übersetzung screw-pump üblich.
Seit einigen Jahren wird diese Pumpenbauart (ölgekühlte Bauart) auch zur Vakuum-Erzeugung eingesetzt.
Hauptartikel: Funktion und Geschichte des Verdichters

## Anwendungen
- Dosierpumpe in der Kunststoffindustrie, um Flüssigfarbe unter Druck in die Kunststoffschmelze zu dosieren.
- Antriebsmittel für hydraulische Kraftwandler (Hydraulikmotoren bzw. einfach/doppelt wirkender Hubzylinder) in Baumaschinen, Traktoren und in Handwerk und Industrie, insbesondere Fahrzeugbau.
- Umwälzen von Kühlkreisläufen.
- Fördermittel als Ölpumpe beim Verbrennungsmotor, Common-Rail-Hochdruckpumpe (Kfz-Dieseleinspritzung) des Automobils und in Ölbrennern; Förderung hochviskoser Flüssigkeiten (Schmelzen), die bei hohen Temperaturen und unter hohen Drücken gefördert werden sollen.

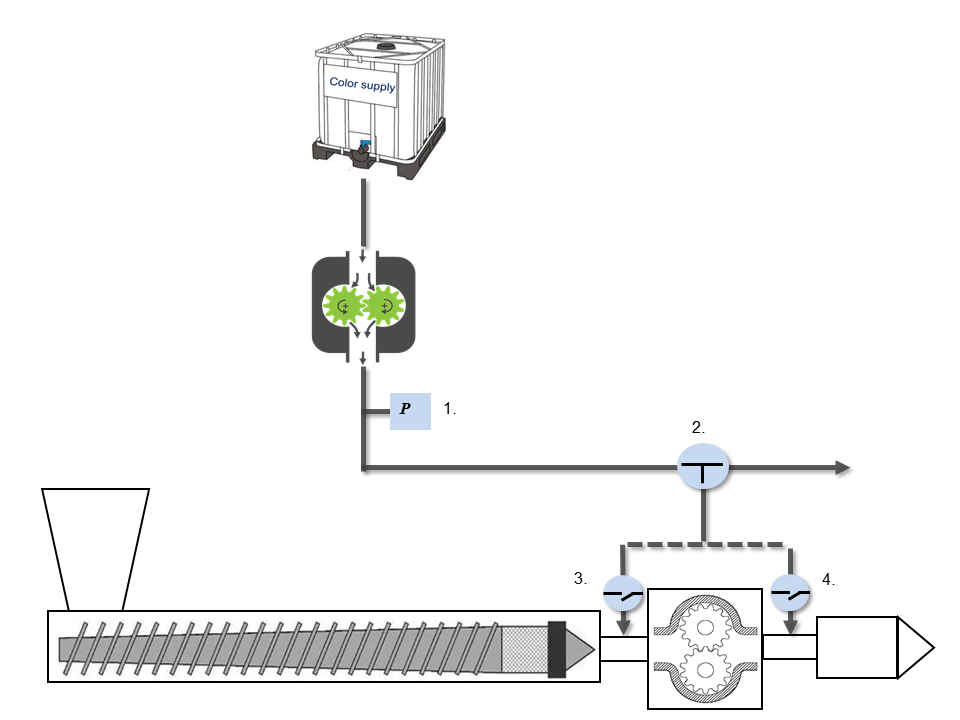
Dosierung von Flüssigfarbe in die Schmelze eines Extruders mit Hilfe einer Zahnradpumpe

Die Zahnradpumpe wird ebenfalls am häufigsten als Motorölpumpe in Pkw-Motoren eingesetzt.
Schraubenpumpen kommen aufgrund der geringen Geräuschentwicklung häufig in Bühnenhydrauliken vor. Innen- und Außenzahnradpumpen werden in Hydraulikanlagen sehr häufig eingesetzt.
Zahnradpumpen (Gearpump) kommen ebenfalls in der Herstellung von Kautschukmischungen zum Einsatz, wo sie die Mischungen durch Filter, so genannte Screens, pressen.

## Geschichte
Die Erfindung der Zahnradpumpe ist nicht einheitlich dokumentiert. Sie geht einerseits auf Johannes Kepler im Jahre 1604 zurück; andererseits wird Gottfried Heinrich Graf zu Pappenheim genannt, der das Kapselgebläse mit zwei Drehachsen zur Förderung von Luft und Wasser konstruiert haben soll. Seine Zahnradpumpe soll entsprechend anderen Quellen 1636 eine Fontäne mit Wasser versorgt haben; Graf Pappenheim starb allerdings bereits 1632.
Nach Adolf Adam (1973) hat Pappenheim Keplers Entwurf übernommen, ohne dessen Namen zu nennen.